# Pye Hastings
Julian Frederick Gordon Hastings, detto Pye (Ballindalloch, 21 gennaio 1947), è un chitarrista e compositore britannico.
È noto per aver formato insieme a Richard e Dave Sinclair i Caravan, gruppo progressive tra i protagonisti della scena di Canterbury.

## Discografia

### Album in studio
- 1968 - Caravan
- 1970 - If I Could Do It All Over Again, I'd Do It All Over You
- 1971 - In the Land of Grey and Pink
- 1972 - Waterloo Lily
- 1973 - For Girls Who Grow Plump in the Night
- 1975 - Cunning Stunts
- 1976 - Blind Dog at St. Dunstans
- 1977 - Better by Far
- 1980 - The Album
- 1982 - Back to Front
- 1994 - Cool Water
- 1995 - The Battle of Hastings
- 2003 - The Unauthorized Breakfast Item
- 2013 - The Back Catalogue Songs
- 2013 - Paraside Filter

## Filmografia
- 2015 – Romantic Warriors III: Canterbury Tales